# Henry Thillberg

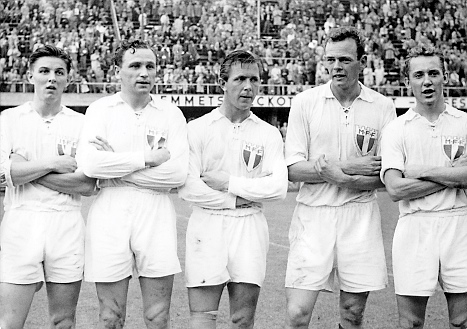
Malmö FF:s drömkedja 18 augusti 1954: Charles Gustafsson, Henry Thillberg, Nils-Åke Sandell, Bengt Lindskog och Bertil Nilsson.

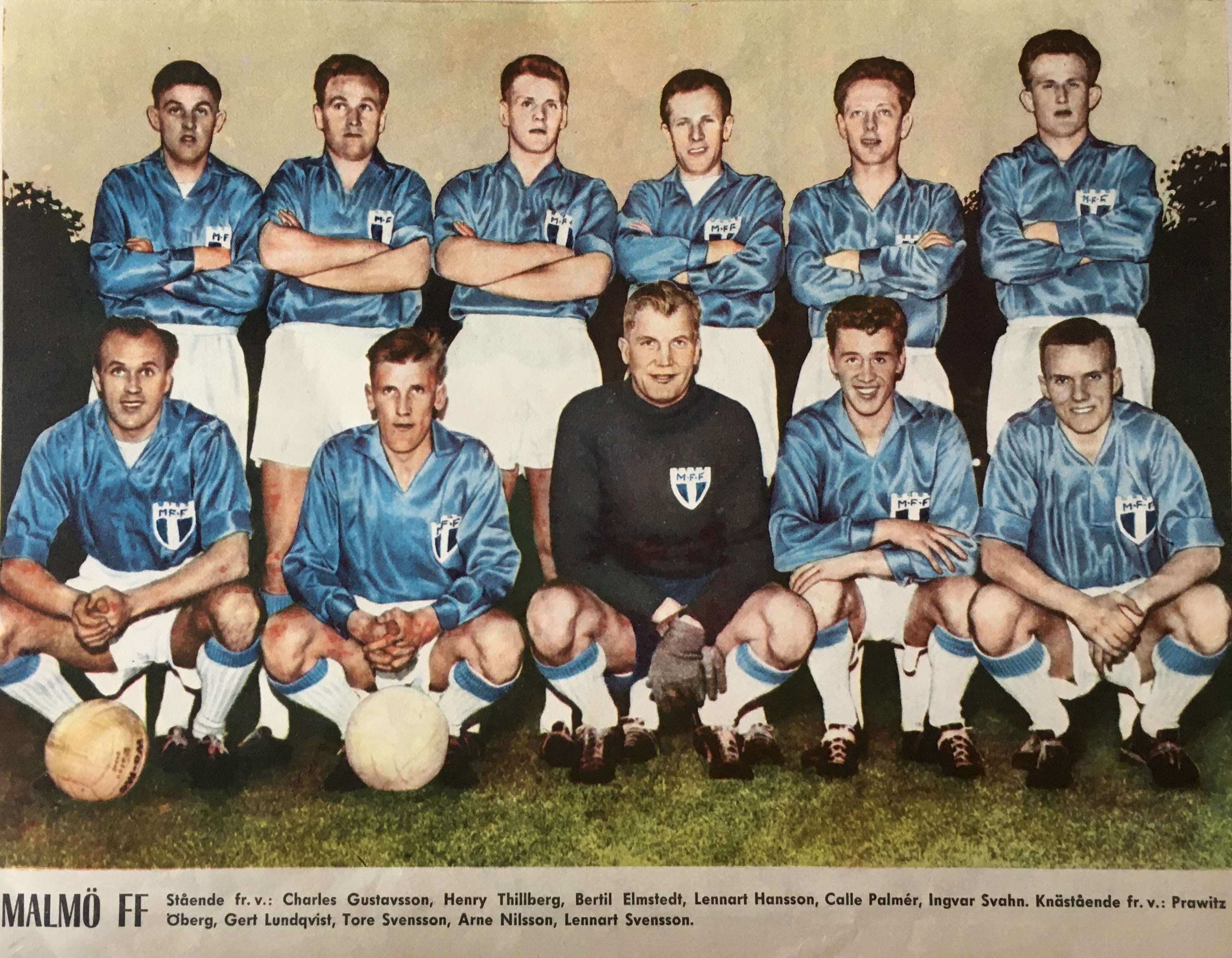
Malmö FF:s lag 1960 med bland andra: Charles Gustafsson, Henry Thillberg (stående 2:a från vänster), Bertil Elmstedt, Calle Palmér, Ingvar Svahn, Prawitz Öberg och Tore Svensson.

Henry Thillberg, född 17 augusti 1930, död 6 februari 2022 i Trelleborg, var en svensk fotbollsspelare, högerinner, svensk mästare för Malmö FF säsongen 1952-53 och 22 gånger svensk landslagsman.
Henry Thillberg värvades till Malmö FF från Trelleborgs FF 1951, spelade 367 matcher och gjorde 149 mål för föreningen fram till 1962. 
Han debuterade i det svenska landslaget den 11 juni 1953 i en segermatch mot Frankrike i Solna, och redan i sin andra landskamp, mot Danmark i Köpenhamn den 21 i samma månad, blev han tvåmålsskytt då Sverige vann med 3-1. 
Henry Thillberg tillhörde det svenska landslag, som den 28 oktober 1959 sensationellt besegrade England på Wembley. Tillsammans med "Kajan" Sandell och Bengt Lindskog bildade han en innertrio i MFF, som även spelade ett flertal landskamper för Sverige i mitten av 1950-talet. 1961 slutade han spela fotboll.
Henry Thillberg beskrevs som en synnerligen teknisk spelare, en god skytt och besatt en utomordentlig passningsskicklighet. 1953 var det i det närmaste klart att han skulle bli proffs i Bologna FC, men ett tillfälligt importstopp i Italien detta år kom i vägen.